# Turkanasøens Nationalparker
Turkanasøens Nationalparker er et sammensat verdensarvområde i Kenya, bestående af to øer i Turkanasøen, og Sibiloi Nationalpark på søens østlige bred. Området omfatter 161.500 hektar, og klimaet er tørt, varmt (fra 19,2° til 39,9 °C dagtemperatur) og blæsende. Det ligger i den nordlige ende af Riftdalen nær grænsen til Etiopien.
Turkanasøen er tidligere kendt som Rudolfsøen eller Jadesøen og ligger i Turkanaørkenen. Den er ca 8.600 km² stor og op til 73 m dyb. Det er en saltvandssø med rigt fiske- og fugleliv. Nationalparkerne på de to øer blev etableret for at beskytte levesteder for nilkrokodillen, almindelig flodhest og flere slangearter. Søen er et vigtig habitat for trækfugle, og over 350 forskellige fuglearter er observeret i området. I søen lever 47 fiskearter, hvoraf syv er endemiske.
Området regnes også som et meget vigtigt område for fossiler, og der er gjort værdifulde fund af fossiler fra både bløddyr og pattedyr samt det første fund af Homo rudolfensis.
Området blev først opført på verdensarvlisten i 1997 og blev udvidet i 2001, da den sydligste af de to øer blev lagt til.

## Eksterne kilder og henvisninger
- Wikimedia Commons har flere filer relateret til Turkanasøens Nationalparker
- UNEP World Conservation Monitoring Centre: faktaark
- Kenya Wildlife Service: Sibiloi Arkiveret 8. juli 2012 hos  Wayback Machine